# ダンヒル

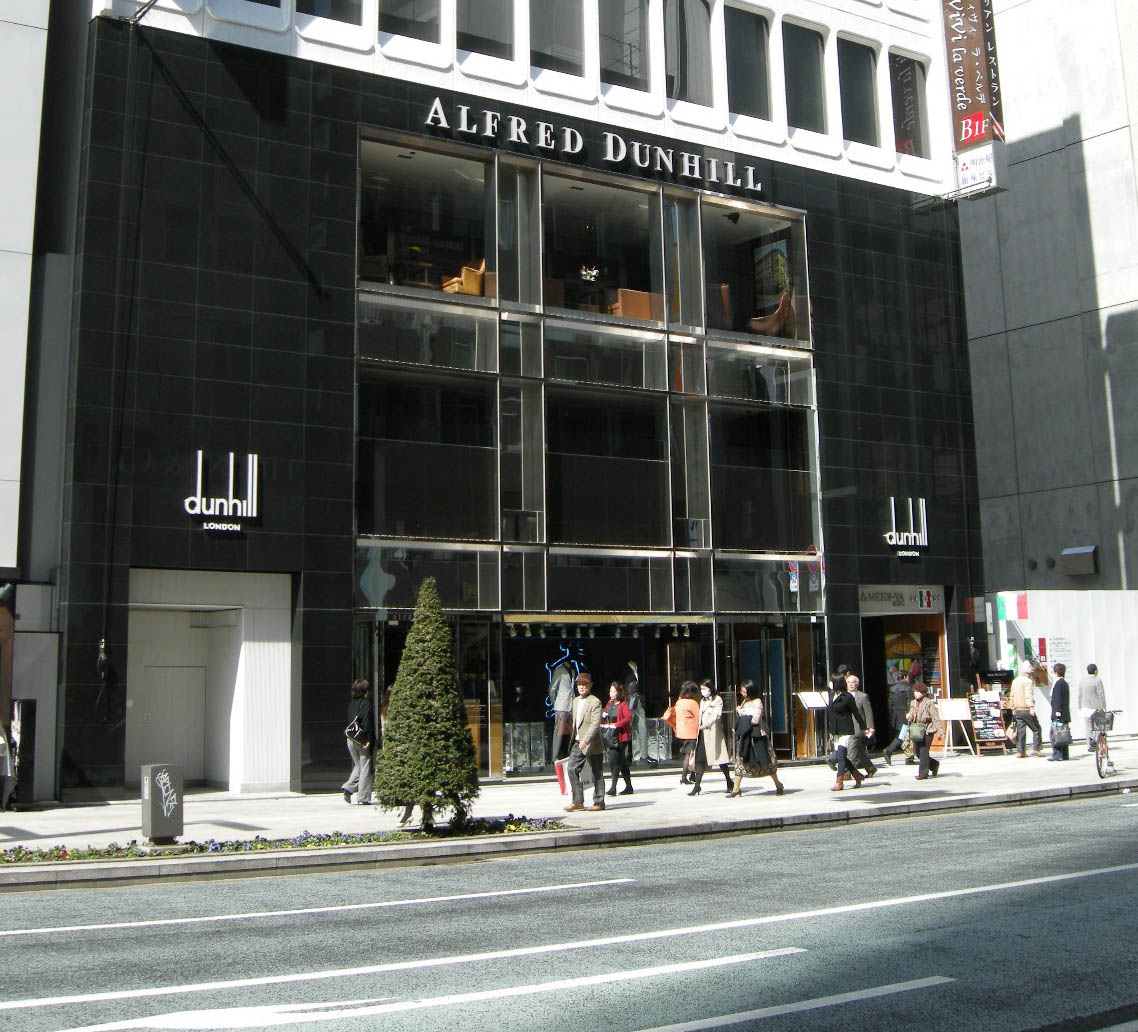
ダンヒル銀座本店

ダンヒル (Alfred Dunhill, Ltd.) は、イギリスを代表する高級ファッションブランドで、リシュモングループに属する。

## 概要

### 創業
1880年に馬具専門製造卸売業としてロンドンで創業。
その後、1893年にアルフレッド・ダンヒルが父親から家業を受け継ぎ、衣類や小物の製造業にも乗り出すなど事業を拡大した。その後自動車が普及することを見越し、自動車旅行用品を多く売り出した。その種類の豊富さは、しばしば「エンジン以外なら何でも揃えている」と表現され、ダンヒル商品の多くは「モートリティーズ」という言葉が1つのキーワードとなる。この言葉は自動車(Motoring)と権威(Authorities)を組み合わせた造語で、コンセプトのような位置づけであった。また創業当時のブティック名は「ダンヒル モートリティーズ」だった。
現在ではスーツ、カジュアルなどの衣類を中心に、バッグや財布などのレザー、カフリンクスやタイバーなどのアクセサリなど、男性向けファッションアイテムを展開している。本店はロンドンメイフェアの「ボードンハウス」。「ホーム」と呼ばれる旗艦店はロンドンのボードンハウスの他に、銀座、上海に合計３店舗存在する。
サッカー日本代表オフィシャルスーツを2000年から提供。スコットランドのセントアンドリュースでAlfred Dunhill Links Championshipを30年以上開催している。
二代目アルフレッド・ダンヒルの弟、トマス・ダンヒルは作曲家として著名。

### リシュモングループ傘下
現在は、フランスのカルティエやスイスのIWC、ドイツのモンブランなどのラグジュアリーブランドを多数所有する、スイスのリシュモングループ（Richemont、Compagnie Financière Richemont SA）の傘下となっている。（1993年に傘下入り）
現ロンドン本社のCEOは、Andrew Maag

## 主な製品
- 紳士服
- アクセサリー
- レザーグッズ（バッグ、財布等）
- フレグランス
- ライター
- 喫煙パイプ（2010年代まで）※現在は部門が独立して「The White Spot」と言うブランド名で活動している。

## ダンヒルライター
- 1950年代半ばに開発されたブタンガスライター1つを生産した。このデザインは印刷物とスクリーンの両方でジェームズ・ボンドによって定期的に使用されていたため、比較的変更はされていない。

## 喫煙パイプ
- 1910年より製造開始、1912年にはダンヒルパイプのトレードマーク「ホワイトスポット」の使用を開始した。1921年に英国王室御用達をプリンス・オブ・ウェールズより授与。以降、最高級パイプの代名詞としてダンヒルのパイプは存在したが、現在の健康志向に従ってダンヒルのブランドではたばこ事業から撤退したので、パイプ事業も独立分離して「The White Spot」と言うブランドとして製造販売を行なっている。